# Evanton
Evanton, (Gaelico scozzese Baile Eòghainn), è una città, con una popolazione di 1 105 abitanti, dell'unità amministrativa Highland, Highlands scozzesi, Scozia, situata tra il fiume Sgitheach e il fiume Allt Graad.